# Lactarius repraesentaneus
Espèce
Lactarius repraesentaneus est une espèce de champignons de la famille des Russulaceae.